# Lúpus eritematoso disseminado
Lúpus eritematoso disseminado, ou simplesmente lúpus, é uma doença autoimune em que o sistema imunitário ataca tecidos saudáveis em várias partes do corpo. A intensidade dos sintomas varia de pessoa para pessoa, podendo ser ligeiros ou graves. Os sintomas mais comuns são articulações dolorosas e inchadas, febre, dor torácica, perda de cabelo, úlceras na boca, aumento de volume dos gânglios linfáticos, fadiga e uma erupção cutânea vermelha, mais comum no rosto. Geralmente alternam-se períodos de exacerbação dos sintomas e períodos de remissão com poucos sintomas.
A causa da doença ainda não é totalmente compreendida. Pensa-se que consista numa combinação de fatores genéticos e fatores ambientais. Entre gémeos verdadeiros, se um é afetado existe uma possibilidade de 24% do outro também o vir a ser. Entre os possíveis fatores de risco estão as hormonas sexuais femininas, exposição à luz do sol, fumar, deficiência de vitamina D e algumas infeções. O mecanismo envolve uma resposta imunitária dos anticorpos contra os tecidos da própria pessoa. Os anticorpos envolvidos são geralmente os anticorpos antinucleares, causando inflamação. O diagnóstico pode ser difícil de ser realizado e baseia-se nos sintomas e em análises laboratoriais. Existem uma série de outros tipos de lúpus eritematoso, incluindo lúpus eritematoso discoide, lúpus neonatal e lúpus eritematoso cutâneo subagudo.
Não existe cura para o LES. O tratamento consiste na administração de anti-inflamatórios não esteroides, corticosteroides, imunossupressores, hidroxicloroquina e metotrexato. Não há evidências de que as práticas de medicina alternativa tenham qualquer influência na doença. A esperança de vida entre pessoas com LES é menor. A doença aumenta significativamente o risco de doenças cardiovasculares, as quais são a causa de morte mais comum entre os portadores da doença. Com os tratamentos modernos, cerca de 80% das pessoas com lúpus sobrevive além dos 15 anos após o diagnóstico. Embora a gravidez de uma mulher com lúpus seja considerada de risco, na maior parte dos casos decorre sem problemas.
A prevalência de LES entre países varia de 20 a 70 casos por cada 100 000 pessoas. As mulheres em idade fértil são cerca de nove vezes mais afetadas do que os homens. Embora o início da doença seja mais comum entre os 15 e 45 anos, pode surgir a qualquer idade. O risco é maior em pessoas de ascendência africana, chinesa ou caribenha do que em pessoas brancas. A prevalência da doença em países em vias de desenvolvimento não é clara. "Lúpus" é o termo latim para "lobo". A doença era assim denominada no século XIII pelo facto de a erupção cutânea se assemelhar à mordida de um lobo.

## Sinais e sintomas

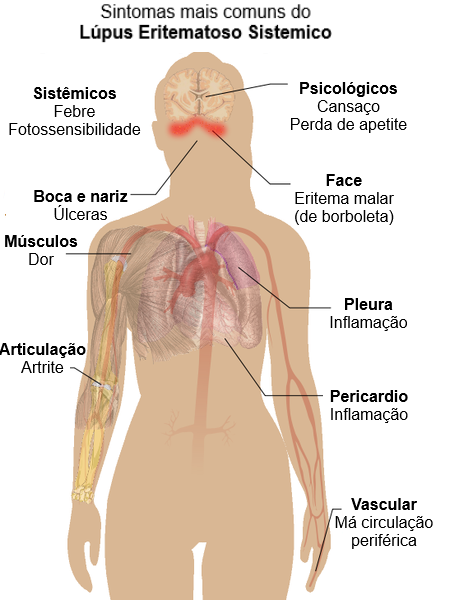
Sintomas mais comuns de lúpus sistêmico

Possui grande variedade de sintomas que se assemelham ao de várias outras doenças e, em geral, são intermitentes dificultando assim o diagnóstico precoce. Os primeiros sintomas mais comuns são:
- Febre, cansaço (fatiga) e mal-estar (náusea)
- Inflamação nas articulações (artrite)
- Inflamação no pulmão (pleurisia)
- Inflamação no coração (pericardite)
- Inflamação dos gânglios linfáticos
- Dores e inflamações musculares (mialgia)
- Mancha avermelhada em forma de borboleta no rosto (eritema malar)
- Úlceras na boca, faringe e nariz (aftas)
- Perda de apetite e de peso (anemia)

A detecção precoce pode prevenir lesões graves no coração, articulações, pele, pulmões, vasos sanguíneos, fígado, rins e sistema nervoso. O desenvolvimento da doença está ligado a predisposição genética, fatores emocionais e fatores ambientais, como luz ultravioleta e alguns medicamentos, como hidralazina, procainamida e hidantoinatos. Com o tempo as reações imunológicas causam lesões teciduais, formação de complexos antígeno-anticorpo e fixação de complemento, além de citotoxicidade mediada por anticorpos (anti-hemácias, antiplaquetários e antilinfócitos).

### Manifestações dermatológicas
30% dos pacientes sofrem de sintomas dermatológicos, enquanto 65% dos pacientes sentem estas manifestações num determinado momento. Grande parte dos pacientes sofrem de eritema malar, que está associada à doença. Alguns pacientes podem apresentar espessamento da pele ou manchas vermelhas na mesma (o chamado Lúpus eritematoso discoide).

### Manifestações musculoesqueléticas
A manifestação musculoesquelética mais comum, são as dores nas articulações. Apesar de todas estarem vulneráveis, a mais afetada é a articulação do punho e da mão. Segundo a Lupus Foundation of America, existe uma estimativa de que 80% dos pacientes, irão, em alguma fase da doença, experimentar manifestações deste género. Ao contrário da artrite reumatoide, a artrite lúpica apresenta menor risco de incapacidade motora e geralmente não causa graves danos nas articulações. Menos de 10% dos doentes irão apresentar deformidade nos pés e nas mãos. Os pacientes estão particularmente em risco de desenvolver tuberculose osteoarticular. O LES aumenta o risco de fractura de ossos nas mulheres mais jovens e a doença tem vindo a ser associada à artrite reumatoide.

### Manifestações hematológicas
Em cerca de 50% dos casos há o risco de surgimento de anemia. É possível que ocorra uma queda significativa na contagem de plaquetas e leucócitos. Esta contagem baixa pode estar associada ao LES, mas também pode ser um efeito colateral dos tratamentos farmacológicos. Pessoas com LES podem sofrer de síndrome de Hughes.

### Manifestações cardíacas
Uma pessoa com LES apresenta várias infecções no coração, nas suas diversas zonas, como a pericardite, endocardite e miocardite. A endocardite do LES envolve tanto a válvula mitral como a válvula tricúspide.
Aterosclerose também tende a ocorrer mais frequentemente nas pessoas com LES do que na população geral.

### Manifestações renais
Pacientes com LES devem fazer acompanhamento regular da função renal. Níveis elevados de creatinina sérica, baixos níveis de albumina ou proteína ou sedimento urinário sugerem nefrite lúpica mesangial ou membranosa.
Pacientes com nefrite lúpica ativa apresentam geralmente outros sintomas de lúpus eritematoso sistêmico, como fadiga, febre, erupção cutânea, artrite, serosite ou transtorno do sistema nervoso central (SNC). A nefrite lúpica ativa pode ser uma nefrite proliferativa difusa ou proliferativa focal. Causam um síndrome nefrótica, ou seja, perda importante de proteínas em urina resultando em edema periférico, hipertensão arterial sistêmica e hipoalbuminemia.

## Causas
Embora a causa do LES não seja conhecida, acredita-se que é necessário que envolvam simultaneamente fatores genéticos e hormonais estimulados por fatores ambientais (como luz do Sol) para o desencadeamento desta doença. É uma doença autoimune, ou seja, se caracteriza por apresentar alterações da resposta imunológica, com presença de anticorpos dirigidos contra o próprio organismo.
Conforme a doença se desenvolve as seguintes alterações são detectadasː
- Diminuição das células T citotóxicas;
- Diminuição dos linfócitos T reguladores (inibidores de resposta imunológica);
- Aumento de CD4+;
- Ativação anticorpo policlonal (estágios iniciais);
- Excesso de linfócito B por defeitos na apoptose (morte celular programada);
- Defeito nos sinais das células do sistema imunológico resultando em aumento da resposta para o cálcio, fosforilação de proteínas do citosol e baixo fator nuclear kappa B (NFkB);
- Aumento da produção de citocinas Th2.

Por causa dessas alterações acredita-se que a patogenia envolva algum defeito básico na manutenção da auto-tolerância com ativação das células B (linfócitos B). Esse processo pode ocorrer secundariamente a alguma combinação de defeitos hereditários na regulação das células T auxiliares (Th-T helper). Acredita-se também que o defeito primário ocorra nas células T CD4 que impulsionam as células B autoantígeno-específicas a produzir anticorpos. Estes defeitos acabam resultando na degradação celular e produção de autoanticorpos contra vários antígenos nucleares.

## Fisiopatologia
Há períodos de inatividade que podem durar semanas, meses ou anos. Alguns pacientes podem não desenvolver complicações graves.
Não é transmissível e suas manifestações variam muito de um paciente para outro. Há casos simples (que exigem intervenções médicas mínimas) e graves (com danos a órgãos vitais, como: pulmão, coração, rim e cérebro).

### Transtornos associados
Cerca de 90% dos pacientes com Lupus apresentam também distúrbios psicológicos (o que é 7 vezes mais que o normal) sendo geralmente problemas de ansiedade, depressão, somatização ou/e distúrbios cognitivos sendo raro casos de confusão mental, desordens do movimento, psicose, mielopatia, convulsão, neuropatias e doenças cerebrovascular. No caso de doenças cerebrovasculares, normalmente em decorrência de obstrução de vasos sanguíneos (muitas vezes relacionados aos anticorpos antifosfolípides), é recomendado o uso de anticoagulantes.
Além dos problemas de pele e psicológicos é frequente algum tipo de comprometimento articular, hematológico, cardiovascular, neuropsiquiátrico e principalmente renais. Alguns dos problemas mais comuns sãoː
- Mancha vermelha no rosto (Eritema malar): 95%
- Problemas nas articulações (como Artrites): 90% [23]
- Fotossensibilidade: 80%
- Úlceras mucosas: 70%
- Dislipidemia: 70% [24]
- Nefrite (inflamação dos rins): 50-70%
- Serosite (Inflamação de uma membrana serosa): 40%
- Problemas hematológicos (como hipertensão e trombos): 30%
- Lúpus discoide: 15%
- Transtornos neuropsiquiátricos: 10-80% [25]

Outros problemas comuns são edemas, oliguria (pouca urina), dor de cabeça, perda de apetite e fadiga.

### Genética
- Doença Clínica: Indivíduos cujos familiares já foram diagnosticados têm mais chance de apresentar o LES ou outra doença autoimune. A taxa de concordância em gêmeos monozigóticos varia de 12% a 15%.
- Alterações Imunológicas: Os familiares têm uma maior frequência de FAN positivo, hipocomplementemia, hipergamaglobulinemia, teste sorológico para sífilis falso-positivo e anticorpos antilinfócito.
- HLA: O lúpus está associado com HLA-DR2 e HLA-DR3.
- As mutações estão alojadas no braço curto do cromossomo 6.

#### Complemento
As flutuações nos níveis de C3, C4 e CH50 podem ser úteis no seguimento da atividade de doença.
Testes de VHS e mucoproteínas são inespecíficos, mas utilizados para avaliar a atividade inflamatória. No hemograma, pode ser encontrada anemia normocítica, leucopenia (taxa de leucócitos abaixo de 4 000/mm³), linfopenia (número de linfócitos menor que 20% do total de leucócitos) e plaquetopenia (taxa de plaquetas abaixo de 100 000/mm³)

##### Eletroforese de proteínas
Importante para avaliar elevação de gamaglobulina, que na maioria das vezes está associada à atividade de doença. Também útil para avaliar o nível de albumina e atividade inflamatória.

##### Avaliação dos diferentes órgãos
A avaliação renal (urina I, ureia, creatinina e clearance) deve ser feita independente da presença de manifestações clínicas. Os outros exames devem ser realizados de acordo com o acometimento de cada órgão especificamente.

### Critérios diagnósticos
O diagnóstico de LES é estabelecido quando 4 ou mais critérios dos abaixo relacionados estiverem presentes:
- Eritema malar (vermelhidão característica no nariz e face), geralmente em forma de "asa de borboleta";
- Lesões discoides cutâneas (rash discoide);
- Fotossensibilidade;
- Úlceras orais e/ou nasofaríngeas, observadas pelo médico;
- Artrite não-erosiva de duas ou mais articulações periféricas, com dor, edema ou efusão;
- Alterações hematológicas (anemia hemolítica ou leucopenia, linfocitopenia ou plaquetopenia) na ausência de uma droga que possa produzir achados semelhantes;
- Anormalidades imunológicas (anticorpo antiDNA de dupla hélice, antiSm, antifosfolipídio e/ou teste sorológico falso-positivo para sífilis)
- Fator antinuclear (FAN) positivo;
- Serosite (pleurite ou pericardite);
- Alterações neurológicas: convulsões ou psicose sem outra causa aparente;
- Anormalidades em exames de função renal: proteinúria (eliminação de proteínas através da urina) maior do que 0,5 g por dia ou presença de cilindros celulares no exame microscópico de urina.

Esse método diagnóstico tem uma especificidade de 95% e uma sensibilidade de 75%, de forma que, quando, no mínimo, quatro critérios forem preenchidos, em média 95 de cada 100 pacientes apresentará, de fato, lúpus eritematoso sistêmico. Entretanto, somente 75 de cada 100 pacientes com lúpus eritematoso sistêmico apresentaram positividade para 4 ou mais desses 11 critérios.

## Diagnóstico

### Testes laboratoriais

#### Autoanticorpos
É talvez o achado laboratorial mais consistente da doença. Alguns autoanticorpos como o anti-Sm e o anti-DNA de dupla hélice (dsDNA) têm valor diagnóstico, pois são altamente específicos para o LES. Os demais anticorpos não são específicos, mas a sua presença auxilia o diagnóstico importante destacar que a presença do Fan negativo não descarta o lúpus assim como o paciente pode ter Fan positivo e não ter lúpus até 10% da população saudável possui Fan positivo sem ter nenhuma doença autoimune
| Autoanticorpo | Incidência (%) | Especificidade |
| ANTI-dsDNA    | 80-90          | ALTA           |
| ANTI-ssDNA    | 80-90          | -              |
| ANTI-Sm       | 30             | ALTA           |
| ANTI-RNP      | 30-40          | -              |
| ANTI-Ro/SS-A  | 30-40          | -              |
| ANTI-La/SS-B  | 25             | -              |
| ANTI-P        | 10-15          | ALTA           |

## Tratamento

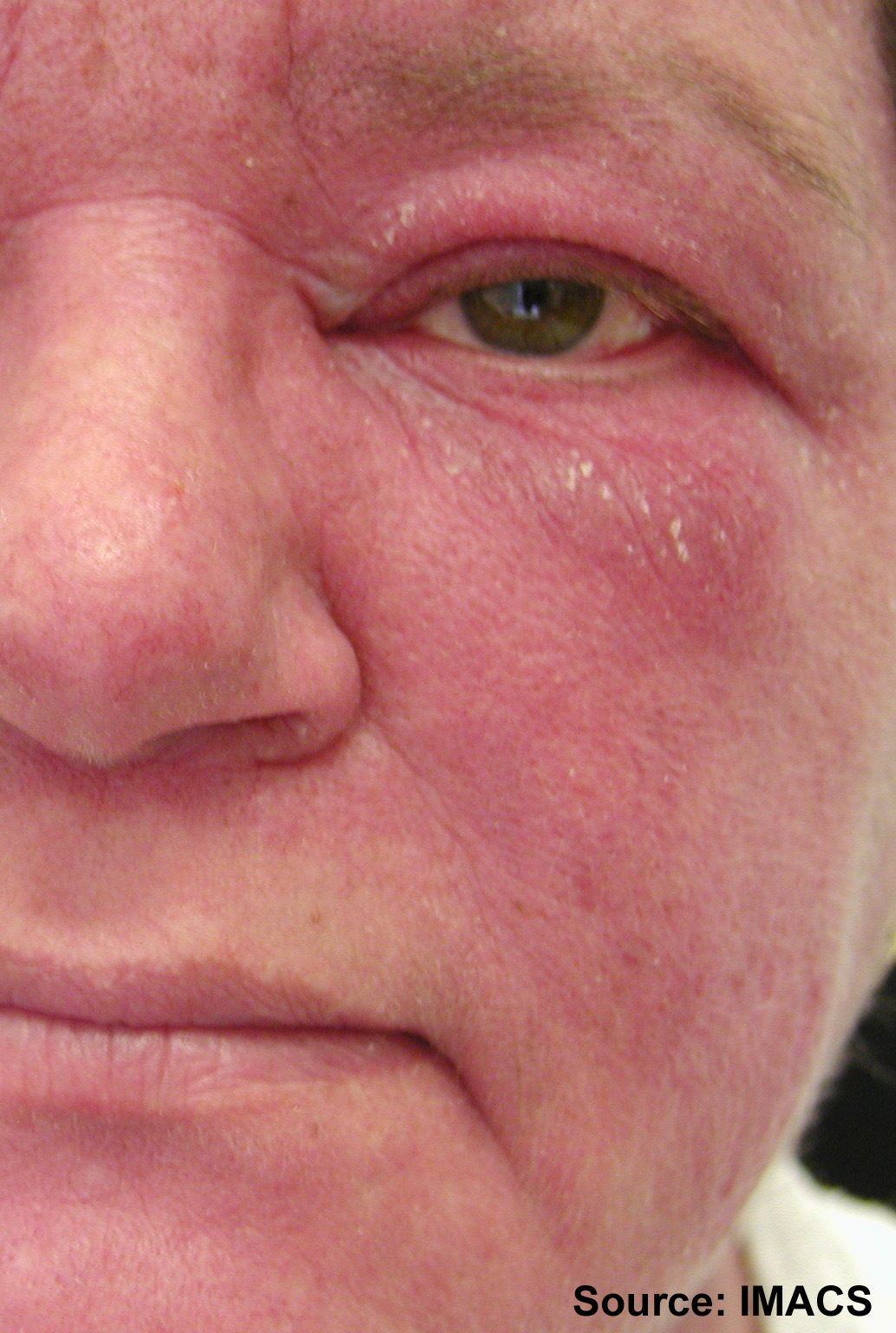
O uso de protetor solar para UVA e UVB é necessário para impedir o agravamento das lesões na pele

Os sintomas gerais na maioria das vezes respondem ao tratamento das outras manifestações clínicas. A febre isolada pode ser tratada com aspirina ou antiinflamatórios não hormonais. Corticoides e imunossupressores (especialmente a ciclofosfamida) são indicados nos casos mais graves.
É recomendado o uso de antimaláricos como cloroquina no caso de lesões cutâneas disseminadas. Caso não melhore pode-se associar prednisona em dose baixa a moderada por curto período de tempo.
Como não existe um diagnóstico muito preciso para as doenças chamadas autoimunes, deve-se ter cuidado ao administrar medicamentos, uma vez que seus efeitos colaterais podem ser muito agressivos ao organismo.
Gestantes portadoras de lúpus necessitam de um acompanhamento médico rigoroso ao longo da gravidez, visto que a doença pode atingir também o feto. É mais preocupante em caso de problemas renais. Durante o aleitamento é recomendado um intervalo de 4h entre a tomada da medicação e a amamentação. vacinas contra pneumococos e influenza são seguras. O uso de aspirina em baixas doses pode conter os efeitos do anticorpo antifosfolípede, associado ao lúpus neonatal.
As vacinas com vírus vivos não devem ser prescritas a pacientes com LES. Já as vacinas contra pneumonia e gripes são comprovadamente seguras.

### Belimumab
Belimumab (nome comercial americano Benlysta, anteriormente conhecido como LymphoStat-B), é um anticorpo monoclonal humano que inibe estimulador de linfócitos B, um conhecido fator de ativação de células B. Foi aprovado em março de 2011 nos Estados Unidos para o tratamento de lúpus sistêmico erythmatosis (SLE), e está sob investigação para uso em outras doenças auto-imunes. Fazia 56 anos que um medicamento para lupus não era aprovado pelo FDA americano. Esse medicamento também é usado para artrite reumatoide. Seus principais efeitos colaterais são náuseas, diarreia e febre.

### Tratamento psicológico
Assim como outras doenças crônicas, é recomendado um tratamento multiprofissional que inclua psicólogo e assistente social. O portador de Lúpus está sujeito à limitações de longo prazo, provavelmente terá dificuldade em atividades profissionais e acadêmicas devido à fadiga e às dores das articulações e, frequentemente, lida com depressão, ansiedade, estresse, irritabilidade e raiva. Além disso, com a impredictibilidade dos episódios da Lúpus, os problemas causados na aparência pelas manchas e cicatrizes e a dificuldade para obter resposta ao tratamento agravam ainda mais o desgaste psicológico.
Um motivo de desgaste extra nas mulheres são os problemas associados à gravidez e à lactação. Mulheres que desejem ter filhos são obrigadas a esperar até a doença estar sob controle e mesmo esperando os episódios são imprevisíveis e podem causar sérias dificuldades na gravidez e durante o aleitamento.
Alguns especialistas defendem que fatores psicológicos (como ansiedade e desgaste emocional) podem aumentar a gravidade dos problemas imunológicos e assim aumentar o risco de desenvolver episódios águdos (somatização).

## Prognóstico
O LES é tratável sintomaticamente principalmente com corticosteroides e imunossupressores. Atualmente ainda não há cura. O LES pode ter complicações fatais, no entanto, atualmente as fatalidades têm-se tornado cada vez mais raras. A taxa de sobrevivência para pessoas com LES nos Estados Unidos, Canadá e Europa é de aproximadamente 95% em 5 anos, 90% em 10 anos e 78% em 20 anos.

## Epidemiologia
A doença ocorre nove vezes mais frequentemente em mulheres do que em homens, especialmente entre as idades de 15 e 50 anos, sendo mais comum em pessoas de ascendência africana ou nativos-americanos. No Brasil deve haver entre 16 000 e 80 000 casos de Lúpus sistêmico.
Existe uma predominância quanto aː
- Sexo: Há um nítido predomínio no sexo feminino[38] (8 mulheres em cada 10 portadores), aparecendo geralmente durante os anos férteis (da menarca à menopausa).
- Faixa etária: Os primeiros sintomas ocorrem geralmente entre os 20 e 40 anos. Com maior incidência ao redor dos 30 anos.[39]
- Localidade: É mais comum nos países tropicais, onde a luz do Sol é mais forte.
- Prevalência: Varia entre 1 a 1 000 nos países tropicais até 1 a 10 000 nos países frios.
- Prevalência étnica e feminina: 1:700 para mulheres brancas e 1:245 para mulheres negras, nos EUA.